# カレッジフラコンペティション
カレッジフラコンペティション(College Hula Competition)は、ハワイの伝統文化・フラに真剣に取り組む大学生フラダンサーのための競技会である。メレの理解度、フラの技術、フラならではの美しさを競い、カラカウア王が日本に最初に訪れた横浜で、ハワイの伝統文化としてのフラの正確な伝播を目的として大会が運営されている。

## 背景
1881年3月4日にハワイ王国の第7代国王であるデイヴィッド・カラカウアが横浜港に入港した。日本建国以来、初めての海外国家元首の来日となる出来事であり、その様子は1881年3月5日付の読売新聞で記事になっている。
このカラカウア王の来日から日本とハワイの関係性が始まった。この出来事を歴史に昇華させ、後世にも伝え続けたいという想いからカレッジフラコンペティションの舞台は横浜になっている。

## 過去大会
| 大会   | 開催日     | 開催場所                         | 審査員 | 特記事項 |
| ------ | ---------- | -------------------------------- | --- | --- |
| 第1回  | 2012年7月  | 大さん橋ホール                   | 1. ナラニ・カナカオレ 2. シグ・ゼーン 3. クハオ・ゼーン                                                           | 日本で最初の大学生フラコンペティションとして大会初開催。日本最大級のハワイイベント「アロハヨコハマ」のメイン会場のコンテンツとしてスタート。 |
| 第2回  | 2013年7月  | 大さん橋ホール                   | 1. ナラニ・カナカオレ 2. シグ・ゼーン 3. クハオ・ゼーン                                                           | 「アロハヨコハマ」のメイン会場の午前中のプログラムとして2日間開催。 |
| 第3回  | 2014年8月  | 大さん橋ホール                   | 1. エド・コリア― 2. カピオラニ・ハオ 3. カレオ・トリニダッド                                                      | |
| 第4回  | 2015年8月  | 大さん橋ホール                   | 1. エド・コリアー 2. マプアナ・デ・シルバ 3. カピオラニ・ハオ                                                     | ソロ部門、団体部門それぞれに、優れた提出資料に横浜市長賞（ファクトシート賞）の授与を開始。 |
| 第5回  | 2016年8月  | 大さん橋ホール                   | 1. エド・コリアー 2. マプアナ・デ・シルバ 3. トレイシー・ロペス 4. ケアノ・カウプ                                 | アロハヨコハマのイベント開催場所変更に伴い、この年より横浜にて実行委員会の独立開催（アロハ・アーツフェスティバル共催）となる。 |
| 第6回  | 2017年8月  | 横浜ロイヤルパークホテル「鳳翔」 | 1. マプアナ・デ・シルバ 2. トレイシー・ロペス 3. カイリヒヴァ・ヴァーン・ダーヴァル 4. ケアノ・カウプ             | |
| 第7回  | 2018年8月  | 横浜ロイヤルパークホテル「鳳翔」 | 1. マプアナ・デ・シルバ 2. ラアケア・ペリー 3. トレイシー・ロペス 4. カイリヒヴァ・ヴァーン・ダーヴァル           | |
| 第8回  | 2019年8月  | 横浜関内ホール                   | 1. チンキー・マーホエ 2. カイリヒヴァ・ヴァーン・ダーヴァル 3. ハウナニ・パレデス 4. カマカ・クコナ               | 初めての劇場開催。 |
| 第9回  | 2020年12月 | 横浜関内ホール                   | 1. チンキー・マーホエ 2. トレイシー・ロペス 3. カイリヒヴァ・ヴァーン・ダーヴァル 4. ケアノ・カウプ               | 初めて高校生ソロ部門を実施。翌年以降のハイスクールフラコンペティション開始につながる。COVID-19の影響により、通年の8月開催を10月に変更し、最終的には12月の開催となった。審査員は渡航制限のため来日をキャンセルし、ハワイからのリモート審査を採用。来場者数制限に伴い、Youtubeで大会映像の生配信を行った。 |
| 第10回 | 2021年8月  | 横浜関内ホール                   | 1. トレイシー・ロペス 2. カイリヒヴァ・ヴァーン・ダーヴァル 3. ケアノ・カウプ 4. ヘノヘア・カーネ                 | 開催10周年を記念し、歴代のソロ優勝者と審査員のクムフラに師事するハウマナ達をメインにアニーバーサリーコンサートも同時開催。 |
| 第11回 | 2022年8月  | 横浜関内ホール                   | 1. ナニ・リム・ヤップ 2. トレイシー・ロペス 3. イリアヒ・パレデス 4. ヘノヘア・カーネ                             | |
| 第12回 | 2023年8月  | パルテノン多摩                   | 1. ナニ・リム・ヤップ 2. サニー・チン 3. レイナアラ・パヴァオ・ジャーディン 4. カイリヒヴァ・ヴァーン・ダーヴァル | |